# Año del Cuero
En la historiografía cubana, el Año del Cuero es el nombre dado al año 1844, cuando las autoridades españolas virreinales castigaron, torturaron y fusilaron a cientos de esclavos para destapar la Conspiración de la Escalera, una supuesta confabulación para rebelarse contra el sistema esclavista que sostenía la industria azucarera de Cuba.

## Historia
Ya en los años anteriores se vinieron dando diversos rebeliones entre la población negra, tanto esclava como liberta, entre los cuales cabe destacar la sublevación del ingenio La Alcancía, en Cárdenas. Sin embargo, ninguna tuvo la violenta respuesta de las autoridades como la de 1844, de ahí su nombre; los acusados eran atados a una escalera y molidos a latigazos.
En analogía al Año del Cuero, el año 1963 fue bautizado como el «Año del Cuero Duro» por las milicias castristas en contra de la Rebelión del Escambray.